# Typhlops hades
Typhlops hades este o specie de șerpi din genul Typhlops, familia Typhlopidae, descrisă de Gregor Conrad Michael Kraus în anul 2005. Conform Catalogue of Life specia Typhlops hades nu are subspecii cunoscute.